# Kryoelektronová mikroskopie

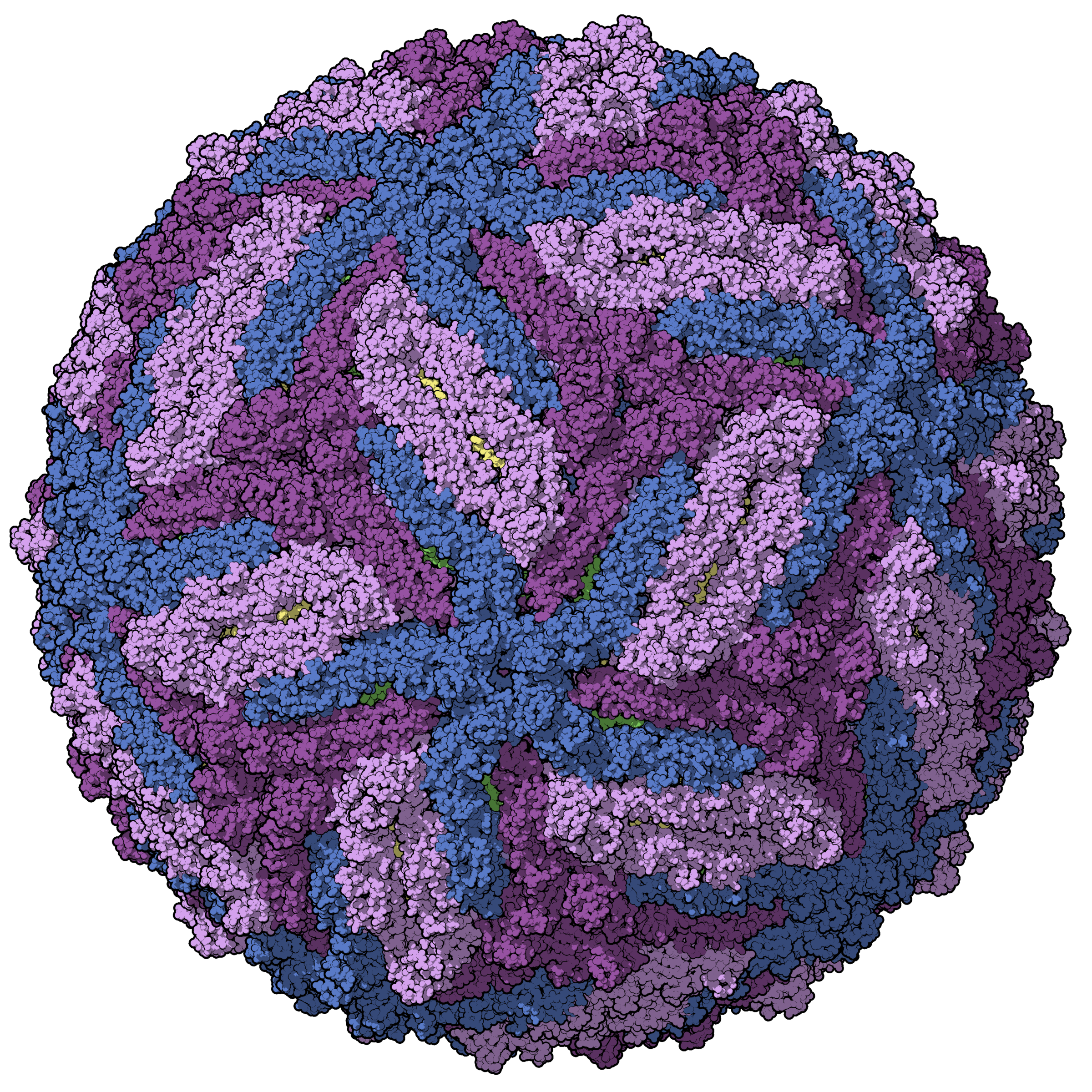
Model kapsidy (proteinového pláště) viru Zika, vytvořený metodou kryoelektronové mikroskopie

Kryoelektronová mikroskopie (anglicky cryogenic electron microscopy, zkratka cryo-EM) je moderní technika elektronové mikroskopie, používaná v biochemii. Kryoelektronový mikroskop umožňuje zobrazení buněčné architektury, virů nebo proteinových komplexů téměř v atomovém rozlišení, stejně jako následné vytváření 3D modelů molekul. Principem metody je velmi rychlé (řádově 10−4 až 10−6 vteřiny) ochlazení zavodněného vzorku na kryogenní teplotu (kolem -200 °C) a ponoření do kapalného etanu chlazeného kapalným dusíkem nebo směsi kapalného etanu a propanu; jelikož se v ledu (ani ve vodě obsažené v samotném vzorku) nestihne vytvořit krystalová mřížka, kolem vzorku se tak vytvoří prostředí amorfního ledu připomínající sklo a nedojde k jeho deformaci.

## Historie
Intenzivnější rozvoj metody se datuje do 80. let 20. století, kdy Jacques Dubochet s využitím procesu vitrifikace čisté vody vytvořil extrémně tenkou vrstvu amorfního ledu (tenčí než jeden mikrometr), dokázal zachovat přirozený tvar živého vzorku a potvrdil první úspěšné použití metody; posléze se svým týmem analyzoval několik typů virů a demonstroval tak využití nové techniky ve strukturní biologii. V roce 2017 obdrželi Dubochet, Joachim Frank a Richard Henderson za vývoj kryoelektronové mikroskopie Nobelovu cenu za chemii.